# (25240) Qiansanqiang
(25240) Qiansanqiang (1998 UO8) – planetoida z pasa głównego okrążająca Słońce w ciągu 4,66 lat w średniej odległości 2,79 j.a. Odkryta 16 października 1998 roku.